# 70. Primetime Emmy-gála
A 70. Primetime Emmy-gála során a 2017 és 2018 között főműsoridőben bemutatott, amerikai televíziós programokat értékelték. A jelölteket az Academy of Television Arts & Sciences választotta ki. A Los Angeles-i Microsoft Theatreben tartott ceremóniát a NBC tűzte műsorra 2018. szeptember 17-én. A műsor házigazdái Michael Che és Colin Jost voltak. A jelöltek listáját Ryan Eggold és Samira Wiley jelentették be 2018. július 12-én.
A gálát 10.2 millióan követték figyelemmel, ami 11%-os csökkenés volt az előző évhez képest.

## Győztesek és jelöltek
A nyertesek félkövérrel jelölve.

### Műsorok
| Legjobb vígjátéksorozat | Legjobb drámasorozat |
| --- | --- |
| - A káprázatos Mrs. Maisel (Prime Video) - Atlanta (FX) - Barry (HBO) - Feketék fehéren (ABC) - Félig üres (HBO) - GLOW (Netflix) - Szilícium-völgy (HBO) - A megtörhetetlen Kimmy Schmidt (Netflix)                                                    | - Trónok harca (HBO) - Foglalkozásuk: amerikai (FX) - A Korona (Netflix) - A szolgálólány meséje (Hulu) - Stranger Things (Netflix) - Rólunk szól (NBC) - Westworld (HBO)                             |
| Legjobb varieté beszélgetős műsor | Legjobb varieté szkeccssorozat |
| - Last Week Tonight with John Oliver (HBO) - The Daily Show with Trevor Noah (Comedy Central) - Full Frontal with Samantha Bee (TBS) - Jimmy Kimmel Live! (ABC) - The Late Late Show with James Corden (CBS) - The Late Show with Stephen Colbert (CBS) | - Saturday Night Live (NBC) - At Home with Amy Sedaris (truTV) - Tömény történelem (Comedy Central) - I Love You, America with Sarah Silverman (Hulu) - Portlandia (IFC) - Tracey Ullman's Show (HBO) |
| Legjobb minisorozat | Legjobb vetélkedő |
| - The Assassination of Gianni Versace: American Crime Story (FX) - Az elmeorvos (TNT) - Géniusz: Picasso (Nat Geo) - Isten nélkül (Netflix) - Patrick Melrose (Showtime)                                                                                | - RuPaul – Drag Queen leszek! (VH1) - Versenyfutás a világ körül (CBS) - American Ninja Warrior (NBC) - Leendő divatdiktátorok (Lifetime) - Szakácsok gyöngye (Bravo) - The Voice (NBC)               |

### Színészek

#### Főszereplők
| Legjobb férfi főszereplő (vígjátéksorozat) | Legjobb női főszereplő (vígjátéksorozat) |
| --- | --- |
| - Bill Hader – Barry (Barry Berkman / Barry Block) (HBO) - Anthony Anderson – Feketék fehéren (Andre "Dre" Johnson Sr.) (ABC) - Ted Danson – A Jó Hely (Michael) (NBC) - Larry David – Félig üres (Larry David) (HBO) - Donald Glover – Atlanta (Earnest "Earn" Marks / Teddy Perkins) (FX) - William H. Macy – Shameless – Szégyentelenek (Frank Gallagher) (Showtime)                                                                                | - Rachel Brosnahan – A káprázatos Mrs. Maisel (Miriam "Midge" Maisel) (Prime Video) - Pamela Adlon – Jobb idők (Sam Fox) (FX) - Allison Janney – Anyák gyöngye (Bonnie Plunkett) (CBS) - Issa Rae – Bizonytalan (Issa Dee) (HBO) - Tracee Ellis Ross – Feketék fehéren (Dr. Rainbow "Bow" Johnson) (ABC) - Lily Tomlin – Grace és Frankie (Frankie Bergstein (Netflix)                  |
| Legjobb férfi főszereplő (drámasorozat) | Legjobb női főszereplő (drámasorozat) |
| - Matthew Rhys – Foglalkozásuk: amerikai (Philip Jennings) (FX) - Jason Bateman – Ozark (Martin "Marty" Byrde) (Netflix) - Sterling K. Brown – Rólunk szól (Randall Pearson) (NBC) - Ed Harris – Westworld (Fekete ruhás férfi / William) (HBO) - Milo Ventimiglia – Rólunk szól (Jack Pearson) (NBC) - Jeffrey Wright – Westworld (Bernard Lowe) (HBO)                                                                                                | - Claire Foy – A Korona (II. Erzsébet) (Netflix) - Tatiana Maslany – Sötét árvák (További szereplők) (BBC America) - Elisabeth Moss – A szolgálólány meséje (June Osborne / Offred) (Hulu) - Sandra Oh – Megszállottak viadala (Eve Polastri) (BBC America) - Keri Russell – Foglalkozásuk: amerikai (Elizabeth Jennings) (FX) - Evan Rachel Wood – Westworld (Dolores Abernathy) (HBO) |
| Legjobb férfi főszereplő (minisorozat, antológiasorozat vagy tévéfilm) | Legjobb női főszereplő (minisorozat, antológiasorozat vagy tévéfilm) |
| - Darren Criss – The Assassination of Gianni Versace: American Crime Story (Andrew Cunanan) (FX) - Antonio Banderas – Géniusz: Picasso (Pablo Picasso) (Nat Geo) - Benedict Cumberbatch – Patrick Melrose (Patrick Melrose) (Showtime) - Jeff Daniels – The Looming Tower (John P. O'Neill) (Hulu) - John Legend – Jesus Christ Superstar Live in Concert (Jézus Krisztus (NBC) - Jesse Plemons – USS Callister (Fekete tükör) (Robert Daly) (Netflix) | - Regina King – Seven Seconds (Latrice Butler) (Netflix) - Jessica Biel – A tettes (Cora Tannetti) (USA) - Laura Dern – A történet (Jennifer Fox) (HBO) - Michelle Dockery – Isten nélkül (Alice Fletcher) (Netflix) - Edie Falco – Law & Order True Crime: The Menendez Murders (Leslie Abramson) (NBC) - Sarah Paulson – Amerikai Horror Story: Szekta (Ally Mayfair-Richards) (FX)   |

#### Mellékszereplők
| Legjobb férfi mellékszereplő (vígjátéksorozat) | Legjobb női mellékszereplő (vígjátéksorozat) |
| --- | --- |
| - Henry Winkler – Barry (Gene Cousineau) (HBO) - Louie Anderson – Baskets (Christine Baskets) (FX) - Alec Baldwin – Saturday Night Live (Donald Trump) (NBC) - Tituss Burgess – A megtörhetetlen Kimmy Schmidt (Titus Andromedon) (Netflix) - Brian Tyree Henry – Atlanta (Alfred "Paper Boi" Miles) (FX) - Tony Shalhoub – A káprázatos Mrs. Maisel (Abraham "Abe" Weissman) (Prime Video) - Kenan Thompson – Saturday Night Live (További szereplők) (NBC) | - Alex Borstein – A káprázatos Mrs. Maisel (Susie Myerson) (Prime Video) - Zazie Beetz – Atlanta (Vanessa "Van" Keefer) (FX) - Aidy Bryant – Saturday Night Live (További szereplők) (NBC) - Betty Gilpin – GLOW (Debbie "Liberty Belle" Eagan) (Netflix) - Leslie Jones – Saturday Night Live (További szereplők) (NBC) - Kate McKinnon – Saturday Night Live (További szereplők) (NBC) - Laurie Metcalf – Roseanne (Jackie Harris) (ABC) - Megan Mullally – Will és Grace (Karen Walker) (NBC) |
| Legjobb férfi mellékszereplő (drámasorozat) | Legjobb női mellékszereplő (drámasorozat) |
| - Peter Dinklage – Trónok harca (Tyrion Lannister) (HBO) - Nikolaj Coster-Waldau – Trónok harca (Jaime Lannister) (HBO) - Joseph Fiennes – A szolgálólány meséje (Fred Waterford) (Hulu) - David Harbour – Stranger Things (Jim Hopper) (Netflix) - Mandy Patinkin – Homeland – A belső ellenség (Saul Berenson) (Showtime) - Matt Smith – A Korona (Fülöp edinburgh-i herceg) (Netflix) | - Thandiwe Newton – Westworld (Maeve Millay) (HBO) - Alexis Bledel – A szolgálólány meséje (Emily / Ofsteven) (Hulu) - Millie Bobby Brown – Stranger Things (Jane "Tizenegy" Ives) (Netflix) - Ann Dowd – A szolgálólány meséje (Lydia) (Hulu) - Lena Headey – Trónok harca (Cersei Lannister) (HBO) - Vanessa Kirby – A Korona (Margit hercegnő) (Netflix) - Yvonne Strahovski – A szolgálólány meséje (Serena Joy Waterford) (Hulu)                                                            |
| Legjobb férfi mellékszereplő (minisorozat, antológiasorozat vagy tévéfilm) | Legjobb női mellékszereplő (minisorozat, antológiasorozat vagy tévéfilm) |
| - Jeff Daniels – Isten nélkül (Frank Griffin) (Netflix) - Brandon Victor Dixon – Jesus Christ Superstar Live in Concert (Júdás) (NBC) - John Leguizamo – Waco (Jacob Vazquez) (Paramount Network) - Ricky Martin – The Assassination of Gianni Versace: American Crime Story (Antonio D'Amico) (FX) - Édgar Ramírez – The Assassination of Gianni Versace: American Crime Story (Gianni Versace) (FX) - Michael Stuhlbarg – The Looming Tower (Richard Clarke) (Hulu) - Finn Wittrock – The Assassination of Gianni Versace: American Crime Story (Jeffrey Trail) (FX) | - Merritt Wever – Isten nélkül (Mary Agnes McNue) (Netflix) - Sara Bareilles – Jesus Christ Superstar Live in Concert (Mária Magdolna) (NBC) - Penélope Cruz – The Assassination of Gianni Versace: American Crime Story (Donatella Versace) (FX) - Judith Light – The Assassination of Gianni Versace: American Crime Story (Marilyn Miglin) (FX) - Adina Porter – Amerikai Horror Story: Szekta (Beverly Hope) (FX) - Letitia Wright – Fekete múzeum (Fekete tükör) (Nish) (Netflix)           |

### Rendezők
| Legjobb rendező (vígjátéksorozat) | Legjobb rendező (drámasorozat) |
| --- | --- |
| - A káprázatos Mrs. Maisel (Epizód: "Ted, a moly") – Amy Sherman-Palladino (Prime Video) - Atlanta (Epizód: "Fubu") – Donald Glover (FX) - Atlanta (Epizód: "Teddy Perkins") – Hiro Murai (FX) - Barry (Epizód: "Első fejezet: Céltudatosság") – Bill Hader (HBO) - Agymenők (Epizód: "A nyakkendő aszimmetria") – Mark Cendrowski (CBS) - GLOW (Epizód: "Pilot") – Jesse Peretz (Netflix) - Szilícium-völgy (Epizód: "Nyilvános kriptovaluta kibocsátás") – Mike Judge (HBO) | - A Korona (Epizód: "Családfő") – Stephen Daldry (Netflix) - Trónok harca (Epizód: "A Falon túl") – Alan Taylor (HBO) - Trónok harca (Epizód: "A sárkány és a farkas") – Jeremy Podeswa (HBO) - A szolgálólány meséje (Epizód: "Utána") – Kari Skogland (Hulu) - Ozark (Epizód: "A díj") – Jason Bateman (Netflix) - Ozark (Epizód: "Ma este rögtönzünk") – Daniel Sackheim (Netflix) - Stranger Things (Epizód: "Kilencedik fejezet: A kapu") – Duffer testvérek (Netflix) |
| Legjobb rendező (varietésorozat) | Legjobb rendező (minisorozat, antológiasorozat vagy tévéfilm) |
| - 90. Oscar-gála – Glenn Weiss (ABC) - Dave Chappelle: Equanimity – Stan Lathan (Netflix) - Jerry Seinfeld: Jerry Before Seinfeld – Michael Bonfiglio (Netflix) - Steve Martin and Martin Short: An Evening You Will Forget for the Rest of Your Life – Marcus Raboy (Netflix) - Super Bowl LII Halftime Show Starring Justin Timberlake – Hamish Hamilton (NBC) | - The Assassination of Gianni Versace: American Crime Story (Epizód: "The Man Who Would Be Vogue") – Ryan Murphy (FX) - Isten nélkül – Scott Frank (Netflix) - Jesus Christ Superstar Live in Concert – David Leveaux, Alex Rudzinski (NBC) - The Looming Tower (Epizód: "9/11") – Craig Zisk (Hulu) - Paterno - Eltemetett bűnök – Barry Levinson (HBO) - Patrick Melrose – Edward Berger (Showtime) - Twin Peaks – David Lynch (Showtime)                                 |

### Forgatókönyvírók
| Legjobb forgatókönyv (vígjátéksorozat) | Legjobb forgatókönyv (drámasorozat) |
| --- | --- |
| - A káprázatos Mrs. Maisel (Epizód: "Ted, a moly") – Amy Sherman-Palladino (Prime Video) - Atlanta (Epizód: "Aligátorember") – Donald Glover (FX) - Atlanta (Epizód: "Barbershop") – Stefani Robinson (FX) - Barry (Epizód: "Első fejezet: Céltudatosság") – Alec Berg, Bill Hader (HBO) - Barry (Epizód: "Hetedik fejezet: Kitartás") – Liz Sarnoff (HBO) - Szilícium-völgy (Epizód: "51%") – Alec Berg (HBO) | - Foglalkozásuk: amerikai (Epizód: "Kezdet") – Joel Fields, Joe Weisberg (FX) - A Korona (Epizód: "A titokzatos férfi") – Peter Morgan (Netflix) - Trónok harca (Epizód: "A sárkány és a farkas") – David Benioff, D. B. Weiss (HBO) - A szolgálólány meséje (Epizód: "June") – Bruce Miller (Hulu) - Megszállottak viadala (Epizód: "Bűbájos Halál") – Phoebe Waller-Bridge (BBC America) - Stranger Things (Epizód: "Kilencedik fejezet: A kapu") – Duffer testvérek (Netflix) |
| Legjobb forgatókönyv (varietésorozat) | Legjobb forgatókönyv (minisorozat vagy tévéfilm) |
| - John Mulaney: Kid Gorgeous at Radio City – John Mulaney (Netflix) - Full Frontal with Samantha Bee Presents: The Great American* Puerto Rico (*it's complicated) – Samantha Bee, Pat Cassels, Mike Drucker, Eric Drysdale, Mathan Erhardt, Miles Kahn, Nicole Silverberg (TBS) - Michelle Wolf: Nice Lady – Michelle Wolf (HBO) - Patton Oswalt: Annihilation – Patton Oswalt (Netflix) - Steve Martin and Martin Short: An Evening You Will Forget for the Rest of Your Life – Steve Martin, Martin Short (Netflix) | - USS Callister (Fekete tükör) – William Bridges, Charlie Brooker (Netflix) - American Vandal (Epizód: "Clean Up") – Kevin McManus, Matthew McManus (Netflix) - The Assassination of Gianni Versace: American Crime Story (Epizód: "House by the Lake") – Tom Rob Smith (FX) - Isten nélkül – Scott Frank (Netflix) - Patrick Melrose – David Nicholls (Showtime) - Twin Peaks – Mark Frost, David Lynch (Showtime)                                                              |

## Műsorvezetők
A gálán az alábbi műsorvezetők működtek közre:
- Claire Foy
- Matt Smith
- Jimmy Kimmel
- Tracy Morgan
- Millie Bobby Brown
- Emilia Clarke
- Sandra Oh
- Andy Samberg
- Angela Bassett
- Tiffany Haddish
- Michael Douglas
- John Legend
- Chrissy Teigen
- Kit Harington
- Constance Wu
- Aidy Bryant
- Bob Odenkirk
- Alec Baldwin
- Kate McKinnon
- James Corden
- Leslie Jones
- RuPaul
- Rachel Brosnahan
- Larry David
- Ilana Glazer
- Abbi Jacobson
- Sterling K. Brown
- Ron Cephas Jones
- Tina Fey
- Samantha Bee
- Taraji P. Henson
- Elisabeth Moss
- Samira Wiley
- Lil Rel Howery
- Gina Rodriguez
- Hannah Gadsby
- Bobby Berk
- Karamo Brown
- Tan France
- Antoni Porowski
- Jonathan Van Ness
- Sarah Paulson
- Hayma Washington
- Rick és Morty (Justin Roiland hangján)
- Neal Brennan
- Dave Chappelle
- Eric Bana
- Connie Britton
- Patricia Arquette
- Benicio del Toro
- Ben Stiller
- Will Ferrell
- Kenan Thompson

## In Memoriam
A gála "in memoriam" szegmense az alábbi elhunyt személyekről emlékezett meg:
- Anthony Bourdain
- Harry Anderson
- Bernie Casey
- Della Reese
- Jerry Van Dyke
- Craig Zadan
- Reg E. Cathey
- Steven Bochco
- Dick Enberg
- Lee Miller
- Suzanne Patmore Gibbs
- Bruce Margolis
- Jim Nabors
- Bill Daily
- Bob Schiller
- Paul Junger Witt
- David Ogden Stiers
- John Mahoney
- Thad Mumford
- Hugh Wilson
- Charlotte Rae
- Henri Bollinger
- David Cassidy
- Robert Guillaume
- Hugh Hefner
- Marian Rees
- Jimmy Nickerson
- Mitzi Shore
- Neil Simon
- Monty Hall
- Burt Reynolds
- Rose Marie
- John McCain
- Aretha Franklin

## Fordítás
- Ez a szócikk részben vagy egészben  a(z)   70th Primetime Emmy Awards című angol Wikipédia-szócikk fordításán alapul.  Az eredeti cikk szerkesztőit annak laptörténete sorolja fel. Ez a jelzés csupán a megfogalmazás eredetét és a szerzői jogokat jelzi, nem szolgál a cikkben szereplő információk forrásmegjelöléseként.